# Данменил
Данменил (фр. Dampsmesnil) насеље је и општина у северној Француској у региону Горња Нормандија, у департману Ер која припада префектури Andelys.
По подацима из 2011. године у општини је живело 200 становника, а густина насељености је износила 35,65 становника/km². Општина се простире на површини од 5,61 km². Налази се на средњој надморској висини од 30 метара (максималној 142 m, а минималној 27 m).

## Демографија
| 1962. | 1968. | 1975. | 1982. | 1990. | 1999. | 2011. |
| ----- | ----- | ----- | ----- | ----- | ----- | ----- |
| 112   | 121   | 116   | 163   | 201   | 201   | 200   |

График промене броја становника у току последњих година